# Весёлый Подол (Еланецкий район)
Весёлый Подол (укр. Веселий Поділ) — село в Еланецком районе Николаевской области Украины.
Основано в 1924 году. Население по переписи 2001 года составляло 41 человек. Почтовый индекс — 55550. Телефонный код — 5159. Занимает площадь 0,277 км².

## Местный совет
55550, Николаевская обл., Еланецкий р-н, с. Маложеневка, ул. Шевченка, 10